# The Early Years
The Early Years é o álbum compilação da banda dC Talk, que reúne as músicas dos três primeiros álbuns de estúdio.
O álbum foi lançado no intuito de cativar novos fãs a conhecer os trabalhos mais antigos da banda.

## Faixas
1. "Heavenbound" - 3:52
2. "Spinnin' Round" - 3:46
3. "When DC Talks" - 2:28
4. "He Works" - 3:39
5. "Nu Thang" - 4:11
6. "Walls" - 4:09
7. "The Hardway" - 5:17
8. "That Kinda Girl" - 4:12
9. "Socially Acceptable" - 4:56
10. "Word 2 The Father" - 4:04